# Casa Dissescu
Casa Dissescu din București este situată la intersecția Căii Victoria cu strada G. Manu, vizavi de Muzeul George Enescu, și este declarat, din 1955, monument istoric de clasa A (importanță națională). Actualmente, aici funcționează Institutul de Istorie a Artei.

## Istoric
Casa a fost construită în două etape - prima etapă în 1860, corpul de pe Calea Victorie, iar apoi, a doua etapă, i-a fost adăugat și corpul de pe strada Manu (fosta Strada Lemnea). La 1892 casa apare în proprietatea Mariei Lupu Bogdan.
După ce a achiziționat imobilul, juristul Constantin G. Dissescu (1854 - 1932), profesor universitar, autor al primului curs românesc de drept constituțional, fost totodată - pentru scurt timp - ministru de justiție, i-a solicitat pe arhitecții Grigore Cerchez și Alexandru Clavel să transforme clădirea, fără a-i modifica structura. Lucrările s-au desfășurat în anii 1910 - 1912.

## Descriere
Edificiul se impune atenției prin echilibrul proporțiilor sale și, mai ales, prin elemente tradiționale de arhitectură românească. În fațada dinspre Calea Victoriei este inclusă o loggie în spiritul arhitecturii brâncovenești. Interesant tratată este și fațada dinspre strada Lt. Dumitru Lemnea. Aici se află corpul intrării, care are trei arcade sprijinite pe coloane cu caneluri răsucite și unite la bază prin balustrade de piatră sculptată cu bogate motive ornamentale.

## Destinații
După moartea lui Constantin Dissescu, survenită în 1932, casa a găzduit Institutul de Cultură Italiană (1933 – 1949), apoi Institutul Româno – Rus, până în 1956, devenind apoi Cămin al Institutului Politehnic, apoi sediu pentru Direcția Stufului din Ministerul Industriei Chimice. Datorită diverselor schimbări funcționale, clădirea a suferit o serie de modificări și amenajări, o parte din ele alterând monumentul. La începutul anilor 2000 edificiul a fost renovat. Spațiile interioare, care păstrează încă elemente din decorația imaginată de Grigore Cerchez, adăpostesc patrimoniul Institutului de Istorie a Artei “George Oprescu” al Academiei Române, amenajat aici din 1967.  Institutul, care poartă numele celui care i-a pus bazele, are un valoros patrimoniu, constând dintr-o bibliotecă de artă unică în țară, arhive documentare, o colecție valoroasă de mobilier și de artă plastică provenind din donațiile făcute de profesorul Oprescu, de inginerul Gheorghe Balș și de familia Busuioceanu.